# Lucjan kaszmirski
Lucjan kaszmirski (Lutjanus kasmira) – gatunek ryby promieniopłetwej z rodziny lucjanowatych (Lutjanidae). 

## Występowanie
Zasiedla wody od Morza Czerwonego po Indo-Pacyfik (od Madagaskaru po Hawaje) przebywając na głębokości do 265 m, jednak zwykle przebywa na głębokości od 30 do 150 metrów. Preferuje wody tropikalne od 20°C do 28°C. 

## Charakterystyka
Dorasta do 40 cm długości, jednak przeważnie osiąga około 25 cm. Żywi się rybami, skorupiakami i głowonogami.